# Ducrosia assadii
Ducrosia assadii là một loài thực vật có hoa trong họ Hoa tán. Loài này được Alava mô tả khoa học đầu tiên năm 1980.